# Rajon Dunajiwzi
Der Rajon Dunajiwzi (ukrainisch Дунаєвецький район/Dunajewezkyj rajon; russisch Дунаевецкий район/Dunajewezki rajon) war eine Verwaltungseinheit der Ukraine und gehört zur Oblast Chmelnyzkyj.

Flagge des Rajons

## Geographie
Der Rajon lag im südlichen Teil der Oblast nahe der Grenze zur Oblast Tscherniwzi und gehörte zur historischen Region Podolien. Er grenzte im Norden an den Rajon Jarmolynzi, im Nordosten auf einem kurzen Stück an den Rajon Winkiwzi, im Osten an den Rajon Nowa Uschyzja, im Süden und Südwesten an den Rajon Kamjanez-Podilskyj, im Westen an den Rajon Tschemeriwzi sowie im Nordwesten an den Rajon Horodok.
Das ehemalige Rajonsgebiet liegt in den östlichen Teilen der Podolischen Platte, wird in Nord-Süd-Richtung von mehreren Flüssen wie der Studenyzja (Студениця), dem Smotrytsch, der Uschyzja (Ушиця) und dem Ternawa (Тернава) durchflossen, dabei ergeben sich Höhenlagen von 130 bis 145 Metern.

## Geschichte
Das Gebiet des Rajons lag bis 1923 im Gouvernement Podolien, danach wurde der Rajon in kleinerer Form (352 km²) zum ersten Mal geschaffen, in ihm wohnten etwa 30000 Einwohner in 69 Orten die auf 19 Landratsgemeinden aufgeteilt waren. Von 1925 bis 1932 gehörte der Rajon zum Okrug Kamjanez-Podilskyj, danach kam er zur Oblast Winnyzja. Am 22. September 1937 wurden die Grenzen der Oblaste geändert und der Rajon kam zur Oblast Kamjanez-Podilskyj aus die heutige Oblast Chmelnyzkyj hervorging. Bis zur Stabilisierung der Rajonsgrenzen in den 1960er Jahren änderten sich diese häufig, seither besteht der Rajon in der heutigen Form.
Am 17. Juli 2020 kam es im Zuge einer großen Rajonsreform zum Anschluss des Rajonsgebietes an den Rajon Kamjanez-Podilskyj.

## Administrative Gliederung
Auf kommunaler Ebene war der Rajon seit 2015 in eine Stadtgemeinde (Dunajiwzi-Stadt), eine Siedlungsgemeinde (Dunajiwzi - SsT), eine Landgemeinde (Makiw), eine Siedlungsratsgemeinde und 4 Landratsgemeinden unterteilt (bis dahin 1 Stadtrats-, 2 Siedlungsrats- und 43 Landratsgemeinden), denen jeweils einzelne Ortschaften untergeordnet waren.
Zum Verwaltungsgebiet gehörten:
- 1 Stadt
- 2 Siedlungen städtischen Typs
- 83 Dörfer

### Stadt
| Städte                   | Städte     | Städte               |
| Name                     | Name       | Name                 |
| ukrainisch transkribiert | ukrainisch | russisch             |
| ------------------------ | ---------- | -------------------- |
| Dunajiwzi                | Дунаївці   | Дунаевцы (Dunajewzy) |

### Siedlung städtischen Typs
| Siedlungen städtischen Typs | Siedlungen städtischen Typs | Siedlungen städtischen Typs |
| Name                        | Name                        | Name                        |
| ukrainisch transkribiert    | ukrainisch                  | russisch                    |
| --------------------------- | --------------------------- | --------------------------- |
| Dunajiwzi                   | Дунаївці                    | Дунаевцы (Dunajiwzi)        |
| Smotrytsch                  | Смотрич                     | Смотрич (Smotritsch)        |

### Dörfer
| Dörfer                         | Dörfer                 | Dörfer                                                  | Dörfer                                |
| Name                           | Name                   | Name                                                    | Gemeindezuordnung                     |
| ukrainisch transkribiert       | ukrainisch             | russisch                                                | Gemeindezuordnung                     |
| ------------------------------ | ---------------------- | ------------------------------------------------------- | ------------------------------------- |
| Antoniwka                      | Антонівка              | Антоновка (Antonowka)                                   | Dunajiwzi (Stadt)                     |
| Balyn                          | Балин                  | Балин (Balin)                                           | Balyn                                 |
| Balyniwka (bis 2016 Petriwske) | Балинівка (Петрівське) | Балиновка (Balinowka)/Петровское (Petrowskoje)          | Balyn                                 |
| Blyschtschaniwka               | Блищанівка             | Блищановка (Blischtschanowka)                           | Makiw                                 |
| Charytoniwka                   | Харитонівка            | Харитоновка (Charistonowka)                             | Dunajiwzi (Siedlung städtischen Typs) |
| Demjankiwzi                    | Дем'янківці            | Демьянковцы (Demjankowzy)                               | Dunajiwzi (Stadt)                     |
| Derschaniwka                   | Держанівка             | Держановка (Derschanowka)                               | Dunajiwzi (Stadt)                     |
| Dubynka                        | Дубинка                | Дубинка (Dubinka)                                       | Dunajiwzi (Stadt)                     |
| Hamarnja                       | Гамарня                | Гамарня (Garmanja)                                      | Dunajiwzi (Siedlung städtischen Typs) |
| Hanniwka                       | Ганнівка               | Анновка (Annowka)                                       | Dunajiwzi (Stadt)                     |
| Hirtschytschna                 | Гірчична               | Горчичная (Gortschitschnaja)                            | Dunajiwzi (Stadt)                     |
| Holosubynzi                    | Голозубинці            | Голозубинцы (Golosubinzy)                               | Dunajiwzi (Stadt)                     |
| Horodyska                      | Городиська             | Городиска (Gorodiska)                                   | Dunajiwzi (Stadt)                     |
| Huta-Blyschtschaniwska         | Гута-Блищанівська      | Гута-Блищановская (Guta-Blischtschanowskaja)            | Dunajiwzi (Stadt)                     |
| Huta-Jazkowezka                | Гута-Яцьковецька       | Гута-Яцковецкая (Guta-Jazkowezkaja)                     | Dunajiwzi (Stadt)                     |
| Huta-Morosiwska                | Гута-Морозівська       | Гута-Морозовская (Guta-Morosowskaja)                    | Dunajiwzi (Siedlung städtischen Typs) |
| Iwankiwzi                      | Іванківці              | Иванковцы (Iwankowzy)                                   | Dunajiwzi (Stadt)                     |
| Jarowa Slobidka                | Ярова Слобідка         | Яровая Слободка (Jarowaja Slobodka)                     | Dunajiwzi (Stadt)                     |
| Jazkiwzi                       | Яцьківці               | Яцковцы (Jazkowzy)                                      | Dunajiwzi (Stadt)                     |
| Kateryniwka                    | Катеринівка            | Катериновка (Katerinowka)                               | Dunajiwzi (Stadt)                     |
| Krywtschyk                     | Кривчик                | Кривчик (Kriwtschik)                                    | Dunajiwzi (Stadt)                     |
| Krynytschany                   | Криничани              | Криничаны (Krinitschany)                                | Smotrytsch                            |
| Ksaweriwka                     | Ксаверівка             | Ксаверовка (Ksawerowka)                                 | Dunajiwzi (Stadt)                     |
| Lipyny                         | Ліпини                 | Липины (Lipiny)                                         | Dunajiwzi (Stadt)                     |
| Loschkiwzi                     | Лошківці               | Лошковцы (Loschkowzy)                                   | Dunajiwzi (Siedlung städtischen Typs) |
| Lyssez                         | Лисець                 | Лисец (Lissez)                                          | Dunajiwzi (Stadt)                     |
| Lyssohirka                     | Лисогірка              | Лисогорка (Lissogorka)                                  | Lyssohirka                            |
| Makiw                          | Маків                  | Маков (Makow)                                           | Makiw                                 |
| Mala Kuscheliwka               | Мала Кужелівка         | Малая Кужелевка (Malaja Kuschelewka)                    | Dunajiwzi (Stadt)                     |
| Mala Pobijanka                 | Мала Побіянка          | Малая Побоянка (Malaja Pobojanka)                       | Dunajiwzi (Stadt)                     |
| Malijiwzi                      | Маліївці               | Малеевцы (Malejewzy)                                    | Dunajiwzi (Siedlung städtischen Typs) |
| Malyj Karabtschijiw            | Малий Карабчіїв        | Малый Карабчиев (Maly Karabtschijew)                    | Dunajiwzi (Siedlung städtischen Typs) |
| Malyj Schwantschyk             | Малий Жванчик          | Малый Жванчик (Maly Schwantschik)                       | Dunajiwzi (Stadt)                     |
| Miziwzi                        | Міцівці                | Мицовцы (Mizowzy)                                       | Dunajiwzi (Siedlung städtischen Typs) |
| Mlaky                          | Млаки                  | Млаки (Mlaki)                                           | Dunajiwzi (Stadt)                     |
| Morosiw                        | Морозів                | Морозов (Morosow)                                       | Dunajiwzi (Siedlung städtischen Typs) |
| Muschkutynzi                   | Мушкутинці             | Мушкутинцы (Muschkutinzy)                               | Dunajiwzi (Stadt)                     |
| Mychajliwka                    | Михайлівка             | Михайловка (Michailowka)                                | Makiw                                 |
| Mychiwka                       | Михівка                | Миховка (Michowka)                                      | Smotrytsch                            |
| Mynkiwzi                       | Миньківці              | Миньковцы (Minkowzy)                                    | Dunajiwzi (Stadt)                     |
| Nesteriwzi                     | Нестерівці             | Нестеровцы (Nesterowzy)                                 | Dunajiwzi (Stadt)                     |
| Panassiwka                     | Панасівка              | Панасовка (Panassowka)                                  | Dunajiwzi (Stadt)                     |
| Pidlisnyj Mukariw              | Підлісний Мукарів      | Подлесний Мукаров (Podlesni Mukarow)                    | Dunajiwzi (Siedlung städtischen Typs) |
| Pilnyj Mukariw                 | Пільний Мукарів        | Польный Мукаров (Polny Mukarow)                         | Dunajiwzi (Stadt)                     |
| Prytuliwka                     | Притулівка             | Притуловка (Pritulowka)                                 | Dunajiwzi (Stadt)                     |
| Rachniwka                      | Рахнівка               | Рахновка (Rachnowka)                                    | Dunajiwzi (Stadt)                     |
| Ratschynzi                     | Рачинці                | Рачинцы (Ratschinzy)                                    | Dunajiwzi (Stadt)                     |
| Ripynzi                        | Ріпинці                | Репинцы (Repinzy)                                       | Smotrytsch                            |
| Ruda-Hirtschytschnjanska       | Руда-Гірчичнянська     | Руда-Горчичнянская (Ruda-Gortschitschnjanskaja)         | Dunajiwzi (Stadt)                     |
| Rudka                          | Рудка                  | Рудка                                                   | Rudka                                 |
| Saholosna                      | Заголосна              | Заголосная (Sagolosnaja)                                | Dunajiwzi (Stadt)                     |
| Saliszi                        | Залісці                | Залесцы (Saleszi)                                       | Dunajiwzi (Stadt)                     |
| Sastawlja                      | Заставля               | Заставля                                                | Dunajiwzi (Stadt)                     |
| Schatawa                       | Шатава                 | Шатава                                                  | Makiw                                 |
| Selentsche                     | Зеленче                | Зеленче                                                 | Dunajiwzi (Stadt)                     |
| Sitschynzi                     | Січинці                | Сечинцы (Setschinzy)                                    | Dunajiwzi (Stadt)                     |
| Slobidka-Balynska              | Слобідка-Балинська     | Слободка-Балинская (Slobodka-Balinskaja)                | Makiw                                 |
| Slobidka-Hirtschytschnjanska   | Слобідка-Гірчичнянська | Слободка-Горчичнянская (Slobodka-Gortschitschnjanskaja) | Dunajiwzi (Stadt)                     |
| Slobidka-Malijewezka           | Слобідка-Малієвецька   | Слободка-Малиевецкая (Slobodka-Malijewezkaja)           | Dunajiwzi (Siedlung städtischen Typs) |
| Slobidka-Rachniwska            | Слобідка-Рахнівська    | Слободка-Рахновская (Slobodka-Rachnowskaja)             | Makiw                                 |
| Slobidka-Salissezka            | Слобідка-Залісецька    | Слободка-Залесецкая (Slobodka-Salessezkaja)             | Makiw                                 |
| Sokilez                        | Сокілець               | Соколец (Sokelez)                                       | Dunajiwzi (Stadt)                     |
| Sosniwka                       | Соснівка               | Сосновка (Sosnowka)                                     | Dunajiwzi (Stadt)                     |
| Spryssiwka                     | Сприсівка              | Сприсовка (Sprissowka)                                  | Dunajiwzi (Siedlung städtischen Typs) |
| Stawyschtsche                  | Ставище                | Ставище (Stawischtsche)                                 | Dunajiwzi (Siedlung städtischen Typs) |
| Stara Huta                     | Стара Гута             | Старая Гута (Staraja Guta)                              | Stara Huta                            |
| Stepok                         | Степок                 | Степок                                                  | Dunajiwzi (Stadt)                     |
| Synjakiwzi                     | Синяківці              | Синяковцы (Sinjakowzy)                                  | Dunajiwzi (Stadt)                     |
| Syworohy                       | Сивороги               | Сивороги (Siworogi)                                     | Dunajiwzi (Stadt)                     |
| Ternowa                        | Тернова                | Терновая (Ternowaja)                                    | Dunajiwzi (Siedlung städtischen Typs) |
| Tomaschiwka                    | Томашівка              | Томашовка (Tomaschowka)                                 | Dunajiwzi (Siedlung städtischen Typs) |
| Trybuchiwka                    | Трибухівка             | Трибуховка (Tribuchowka)                                | Dunajiwzi (Stadt)                     |
| Tschankiw                      | Чаньків                | Чаньков (Tschankow)                                     | Dunajiwzi (Stadt)                     |
| Tschetschelnyk                 | Чечельник              | Чечельник (Tschetschelnik)                              | Makiw                                 |
| Tschymbariwka                  | Чимбарівка             | Чимбаровка (Tschimbarowka)                              | Dunajiwzi (Stadt)                     |
| Tynna                          | Тинна                  | Тинна (Tinna)                                           | Dunajiwzi (Siedlung städtischen Typs) |
| Udrijiwzi                      | Удріївці               | Удриевцы (Udrijewzy)                                    | Dunajiwzi (Siedlung städtischen Typs) |
| Warwariwka                     | Варварівка             | Варваровка (Warwarowka)                                 | Dunajiwzi (Siedlung städtischen Typs) |
| Welyka Kuschelewa              | Велика Кужелева        | Великая Кужелева (Welikaja Kuschelewa)                  | Dunajiwzi (Stadt)                     |
| Welyka Pobijna                 | Велика Побійна         | Великая Побойная (Welikaja Pobojnaja)                   | Dunajiwzi (Stadt)                     |
| Welykyj Schwantschyk           | Великий Жванчик        | Великий Жванчик (Weliki Schwantschik)                   | Dunajiwzi (Stadt)                     |
| Worobijiwka                    | Воробіївка             | Воробеевка (Worobejewka)                                | Dunajiwzi (Stadt)                     |
| Wychriwka                      | Вихрівка               | Вихровка (Wichrowka)                                    | Dunajiwzi (Stadt)                     |

## Persönlichkeiten
- Karl Heinrich Prince de Nassau (1743–1808), Weltumsegler und russischer Admiral, starb in Tynna.